# Superliga 1977/78
Die Saison 1977/78 war die sechste Spielzeit der Superliga, der höchsten spanischen Eishockeyspielklasse. Meister wurde zum insgesamt zweiten Mal in der Vereinsgeschichte der CH Casco Viejo Bilbao. Vor der Spielzeit zog der CH Sevilla seine Mannschaft vom Spielbetrieb zurück. 

## Hauptrunde

### Modus
In der Hauptrunde absolvierte jede der sieben Mannschaften insgesamt zwölf Spiele. Die drei Erstplatzierten der Hauptrunde qualifizierten sich anschließend für die Finalrunde. In dieser spielte jede Mannschaft gegen jeden Gegner jeweils vier Mal, wobei die Ergebnisse aus der Hauptrunde übernommen wurden. Der Erstplatzierte der Finalrunde wurde Meister. Für einen Sieg erhielt jede Mannschaft zwei Punkte, bei einem Unentschieden gab es einen Punkt und bei einer Niederlage null Punkte.

### Tabelle
|    | Klub                  | Sp | S  | U | N  | Tore   | Punkte |
| -- | --------------------- | -- | -- | - | -- | ------ | ------ |
| 1. | FC Barcelona          | 12 | 11 | 0 | 1  | 162:36 | 22     |
| 2. | CH Casco Viejo Bilbao | 12 | 10 | 0 | 2  | 174:29 | 20     |
| 3. | CH Txuri Urdin        | 12 | 9  | 0 | 3  | 141:42 | 18     |
| 4. | CH Jaca               | 12 | 5  | 1 | 6  | 90:90  | 11     |
| 5. | CH Portugalete        | 12 | 4  | 1 | 7  | 96:70  | 9      |
| 6. | CH Las Palmas         | 12 | 2  | 0 | 10 | 24:161 | 4      |
| 7. | CH Vitoria            | 12 | 0  | 0 | 12 | 17:280 | 0      |

Sp = Spiele, S = Siege, U = unentschieden, N = Niederlagen, OTS = Overtime-Siege, OTN = Overtime-Niederlage, SOS = Penalty-Siege, SON = Penalty-Niederlage

## Finalrunde
|    | Klub                  | Sp | S  | U | N | Tore   | Punkte |
| -- | --------------------- | -- | -- | - | - | ------ | ------ |
| 1. | CH Casco Viejo Bilbao | 20 | 17 | 0 | 3 | 234:64 | 34     |
| 2. | FC Barcelona          | 20 | 14 | 1 | 5 | 208:77 | 29     |
| 3. | CH Txuri Urdin        | 20 | 10 | 1 | 9 | 175:78 | 21     |

Sp = Spiele, S = Siege, U = unentschieden, N = Niederlagen, OTS = Overtime-Siege, OTN = Overtime-Niederlage, SOS = Penalty-Siege, SON = Penalty-Niederlage